# منکارع
منکارع به گمانی یکی از فرعون‌های دودمان هشتم مصر از دوره نخست میانی بوده است. نام او به جز در فهرست پادشاهان ابیدوس در هیچ منبع دیگری از مصر باستان آورده نشده.